# Канзапельда
Канзапе́льда — деревня в Онежском районе Архангельской области России. Входит в состав муниципального образования «Чекуевское».

## История
Деревня впервые упомянута в 1557 году в документах Кожеозерского монастыря.

## Топонимия
Название состоит из двух карельских слов — kanža «народ, люди», «общество» и pelto «поле».

## География
Деревня располагается на правом берегу реки Онега. Административный центр района, город Онега, расположен в 128 километрах к северо-западу (по прямой).

### Климат
Климат характеризуется среднегодовой температурой воздуха +0,8 °C и холодной продолжительной зимой, которая длится около 165—170 дней. Устойчивый снежный покров устанавливается в первой декаде ноября. Снег сходит в среднем в конце апреля — начале мая. Таяние, как правило, дружное, часто при ярком солнце и ветре. Лето короткое, прохладное, дождливое. Территория района находится в зоне избыточного увлажнения. Среднегодовое количество осадков составляет около 600 мм, при этом основное количество осадков приходится на теплый период года.

### Часовой пояс
Деревня Канзапельда, как и вся Архангельская область, находится в часовой зоне МСК (московское время). Смещение применяемого времени относительно UTC составляет +3:00.

## Население
| 2002 | 2010 | 2012 |
| ---- | ---- | ---- |
| 0    | ↗1   | ↘0   |

### Национальный состав
Согласно результатам переписи 2002 года, постоянное население отсутствовало.

## Инфраструктура
Отсутствует.